# Eduard Pütsep
Eduard Pütsep (n. 21 octombrie 1898 – d. 22 august 1960) a fost un luptător eston. El a concurat la probele de lupte greco-romane de la Jocurile Olimpice din 1920, 1924 și 1928 și a câștigat o medalie de aur la categoria de greutate muscă în 1924, devenind primul campion olimpic la lupte greco-romane din Estonia. În 1928 s-a clasat al șaselea la proba dedicată aceleiași discipline și al nouălea în proba de lupte libere.
Pütsep s-a apucat de lupte greco-romane în timpul Primului Război Mondial, clasându-se în 1917 pe locul al treilea în campionatul rus. La prima sa competiție internațională, Jocurile Olimpice din 1920, a pierdut în semifinale în fața celui care avea să câștige medalia de argint, Heikki Kähkönen. În anul următor a terminat al patrulea la campionatele mondiale, iar în 1922 a câștigat o medalie de argint. S-a retras din competiții în 1933 și a participat la Jocurile Olimpice de vară din 1936 ca antrenor al echipa de lupte greco-romane a Letoniei. În timpul celui de-al Doilea Război Mondial s-a mutat în Finlanda și a continuat să antreneze luptători. Începând cu anul 1977 se ține în cinstea lui un turneu anual internațional la Võru, Estonia.
Pütsep putea purta conversații în opt limbi. Pe lângă cariera sa de luptător, a jucat în mai multe filme mute, și a fost poreclit „Chaplin al Estoniei”. În 1924, el a jucat în Õnnelik korterikriisi lahendus, în regia lui Konstantin Märska, iar în 1925 a jucat în Tšeka komissar Miroštšenko.